# Stefano Mammarella
Stefano Mammarella (Chieti, 2 febbraio 1984) è un giocatore di calcio a 5 italiano, campione europeo con la nazionale italiana nel 2014. Considerato uno dei migliori portieri di tutti i tempi, è secondo, dopo Higuita, per numero di Futsal Awards vinti (3). Premiato come miglior portiere del Mondiale (2012) e dell'Europeo (2014), è il portiere che vanta il maggior numero di presenze con la nazionale italiana.

## Carriera

### Club
Formatosi nella pallamano, inizia la carriera nel calcio a 5 nella formazione del Teate 94 con cui disputa un campionato di Serie B prima di trasferirsi alla prima formazione della sua città, il CUS Chieti in cui resta fino al 2009 quando si trasferisce al Montesilvano. Con i gabbiani vince uno scudetto nella stagione 2009-10 e una Coppa UEFA la stagione seguente. L'8 gennaio 2012 viene eletto miglior portiere del mondo agli Umbro Futsal Awards 2011. Il 28 gennaio 2013 vince per il secondo anno consecutivo il Futsal Awards come miglior portiere al mondo. Dal 2013 è in forza all'Acqua e Sapone. Nel marzo 2014 vince nuovamente il Futsal Awards, diventando il primo portiere della storia a conquistare per tre volte il riconoscimento.
Nella stagione 2017-18 contribuisce, con i suoi interventi, alla vittoria del primo scudetto della storia del Acqua e Sapone, superando in finale la Luparense.

### Nazionale
Ha debuttato con la nazionale italiana il 22 gennaio 2008 nel corso della partita inaugurale del torneo quadrangolare di Buzău nel quale gli azzurri si sono imposti sulla Turchia per 6-0. Nella Coppa del Mondo 2012 viene premiato con il guanto d'oro come miglior portiere del torneo. Due anni più tardi è il portiere titolare della formazione che vince il campionato europeo, durante il quale mette a segno una rete contro l'Azerbaigian. È inoltre inserito nella formazione ideale del torneo stilata dal Gruppo Tecnico della UEFA.

## Palmarès

### Club

#### Competizioni nazionali
- Campionato italiano: 2

Montesilvano: 2009-10
Acqua e Sapone: 2017-18
- Coppa Italia: 3

Acqua e Sapone: 2013-14, 2017-18, 2018-19
- Supercoppa italiana: 2

Acqua e Sapone: 2014, 2018
- Winter Cup: 1

Acqua e Sapone: 2016-17

#### Competizioni internazionali
- Coppa UEFA: 1

Montesilvano: 2010-11

### Nazionale
- Campionato d'Europa: 1

Italia: 2014

### Individuale
- Futsal Awards: 3

2011, 2012, 2014
- Guanto d'oro: 1

Coppa del Mondo 2012
- Pallone Azzurro: 1

2016